# Costa nord-oest de Mallorca
Costa nord-oest de Mallorca este o arie protejată (arie de protecție specială avifaunistică — SPA) din Spania întinsă pe o suprafață de 560,66 ha, integral pe uscat.

## Localizare
Centrul sitului Costa nord-oest de Mallorca este situat la coordonatele 39°38′46″N 2°27′03″E / 39.6462°N 2.4508°E.

## Înființare
Situl Costa nord-oest de Mallorca a fost declarat arie de protecție specială avifaunistică în ianuarie 2019 pentru a proteja 3 specii de animale.

## Biodiversitate
Situată în ecoregiunea mediteraneană, aria protejată nu include niciun habitat protejat.
La baza desemnării sitului se află mai multe specii protejate de  păsări (3): vultur pescar (Pandion haliaetus), Phalacrocorax aristotelis desmarestii, Sylvia sarda balearica.